# Táin Bó Cúailnge

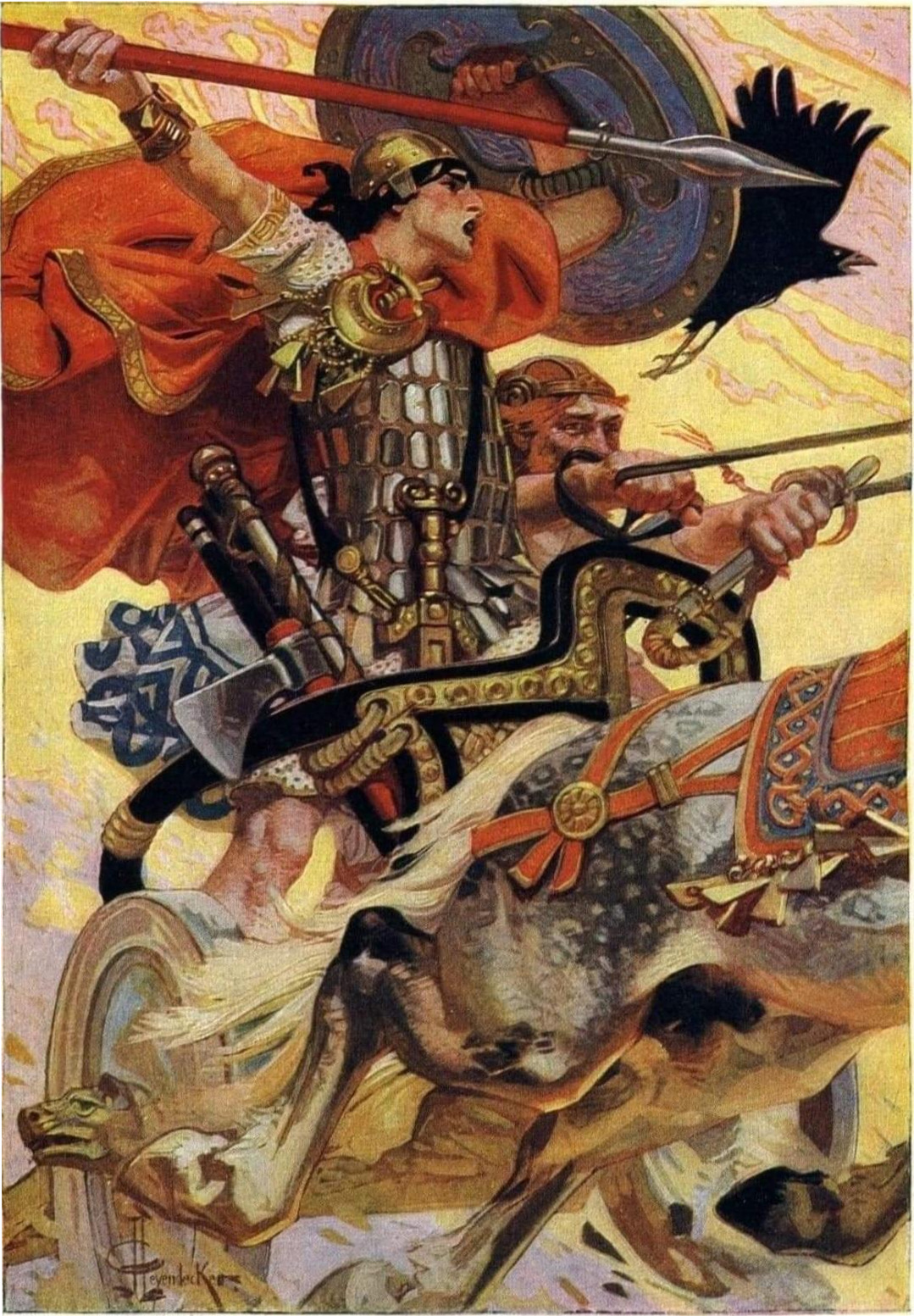
Cúchulainn

Táin Bó Cúailnge [ˈt̪ˠa:ɲ  bo:  kuəlʲəɲɟə] o, en español, "El robo del toro de Cuailnge" (en inglés Cooley, una península en el condado Louth), es una famosa leyenda del Ciclo de Úlster, que forma parte de la Mitología celta de origen irlandés. En parte, narra cómo por una discusión matrimonial, puede arder un país entero. Existe un género de leyenda irlandesa denominado "Táin", es decir: robo o saqueo de ganado, práctica evidentemente habitual entre los antiguos irlandeses. Algunos ejemplos de relatos de este tipo son el Táin Bó Regamma; el Táin Bó Flidais o el Táin Bó Dartada.
Esta leyenda en particular, es tan famosa en Irlanda que se ha traducido del gaélico en numerosas ocasiones. Se han hecho ediciones académicas y populares de ella, destacando entre las últimas la del poeta Thomas Kinsella de 1969. También se ha editado en varios idiomas, tanto para los lectores académicos como para los interesados en la mitología. La historia carece de encaje histórico definido, principalmente debido a la manera en que se recogió en forma escrita, muchos siglos después de haber sido una leyenda oral. Las principales versiones en que se encuentra, tienen una fuerte influencia cristiana, que sin embargo no consiguió borrar los elementos paganos que están presentes en el relato.

## Resumen de la leyenda
Una noche, los reyes del Connacht, Aillil y Maeve, se estaban acostando. Maeve entonces dijo a Aillil que tenía más bienes y rango que él, y que por ello, tenía derecho a ser la reina de la provincia. 
A la mañana siguiente, los dos reyes hicieron contar sus pertenencias. Se dio la casualidad de que Aillil y Maeve poseían la misma cantidad de oro, joyas, y ganado, mas Aillil ganaba por poseer un bello y fuerte animal: El Blanco Cornudo. Por ello, Maeve se propuso conseguir un animal más fuerte y bello que este. Mandó mensajeros a todas partes, y uno de ellos trajo la noticia de que existía un magnífico ejemplar, El Pardo de Cuailnge, en el Úlster, al norte. Maeve, entonces mandó mensajeros a Daré, el propietario pero Daré, le expulsó de su casa indignado por las palabras de sus mensajeros. Y para colmo, Daré puso al Úlster como testigo de su gallardía. Pronto, Maeve hizo pactos con el Meath, el Munster, y el Leinster. La guerra se había declarado. Pero cuando Maeve mandó oteadores, antes de que cruzaran la frontera, Cúchulainn ya había acabado con ellos. Por ello Maeve pactó con Cúchulainn, que desde ese momento, defendería al Úlster durante medio día, y se retiraría a las montañas durante la mitad restante. Pronto, el Úlster cayó, y Maeve encerró al toro en un corral gigantesco. Pero este, destrozó los muros y fue por toda Irlanda buscando al Blanco Cornudo. Este hizo lo mismo, y nadie salió de sus casas, hasta que, tras haber dejado Irlanda rota, se mataron el uno al otro en un sangriento combate. Cuando el Blanco Cornudo expiró, el Pardo soltó un bramido tan fuerte que consumió todas sus fuerzas y lo mató a él también.

## Historia del texto
El texto del Táin Bó Cúalnge (TBC) se encuentra en tres versiones que a su vez se encuentran en varios manuscritos realizados a lo largo del tiempo. 
La versión más antigua se encuentra en el Lebor na hUidre, recopilado en el monasterio de Clonmacnois a finales del siglo XI y principios del XII. Existen, además, otros manuscritos que la recogen, como el Libro Amarillo de Lecan (YBL) del siglo XIV y los manuscritos Egerton 1782 y O'Curry, del siglo XVI. Para algunos investigadores, ninguno de los manuscritos es copia de los otros. El lenguaje de esta recensión es escueto y no le faltan pasajes oscuros, tanto en prosa como en verso. 
De las otras dos versiones, la más famosa y traducida es la segunda, que se encuentra en el Libro de Léinster (siglo XIII-XIV). Esta versión es la más completa, ya que incorpora "relatos previos" -como el episodio de la discusión nocturna entre Maeve y Ailill- que justifican ciertos episodios de la historia central y su objetivo consciente es el de unificar la leyenda. Su lenguaje está más elaborado y muy adornado. La tercera versión, se encuentra de forma fragmentaria en varios manuscritos tardíos. 
- Datos: Q399113
- Multimedia: Táin Bó Cúailnge / Q399113